# Orlov dol
Orlov dol (bulgariska: Орлов дол) är ett distrikt i Bulgarien.   Det ligger i kommunen Obsjtina Topolovgrad och regionen Chaskovo, i den centrala delen av landet, 240 km öster om huvudstaden Sofia.
Trakten runt Orlov dol består till största delen av jordbruksmark. Runt Orlov dol är det glesbefolkat, med 20 invånare per kvadratkilometer.